# ویکتور پیزارو
ویکتور پیزارو (انگلیسی: Víctor Pizarro؛ زادهٔ ۱۶ آوریل ۱۹۵۰) بازیکن فوتبال اهل شیلی است.
وی همچنین در تیم ملی فوتبال شیلی بازی کرده‌است.